# 三豊市立豊中中学校
三豊市立豊中中学校（みとよしりつ とよなかちゅうがっこう）は、香川県三豊市豊中町本山甲にある公立中学校。

## 沿革
- 2005年（平成17年）1月 校名を三豊市立豊中中学校に改称。

## 校区
- 三豊市豊中町全域

## 校訓
- 真理 創造 自主 独立

## 部活動

### 運動部
ソフトテニス部（男子）、ソフトテニス部（女子）、野球部（男子）、卓球部（男子）、卓球部（女子）、バスケットボール部（男子）、バスケットボール部（女子）、バレー部（女子）、陸上部（男子）、陸上部（女子）、柔道部、剣道部

### 文化部
吹奏楽部、家庭科部、科学部、美術部

### 校外部
ゴルフ部、水泳部、空手（古流）部、新体操部

## 校区内の主な施設
- 三豊市役所豊中支所・豊中町保健センター
- ゆめタウン三豊
- 本山寺

## 主な学校行事
- 体育祭
- 合唱コンクール
- 屋島集団宿泊学習（1年生）
- 職場体験学習（2年生）
- 修学旅行（3年生）

## 著名な出身者
- 馬渕英里何 - 女優、中学2年の終わりまで在籍[1]。

## 交通
- JR本山駅から徒歩約15分
- 三豊市営バス豊中支所降車徒歩0．5分

## 通学区域が隣接している学校
- 三豊市立仁尾中学校
- 三豊市立高瀬中学校
- 三豊市観音寺市学校組合立三豊中学校
- 観音寺市立中部中学校
- 観音寺市立観音寺中学校